# Euphorbia guadalajarana
Euphorbia guadalajarana är en törelväxtart som beskrevs av Sereno Watson. Euphorbia guadalajarana ingår i släktet törlar, och familjen törelväxter. Inga underarter finns listade i Catalogue of Life.